# هيثم الخواجة
هيثم يحيى الخواجة (وُلد عام 1949) هو ناقد مسرحي وكاتب سوري من مدينة حمص.

## حياته
هيثم من مواليد مدينة حمص في سوريا عام 1949م

، حاصل على دكتوراه في فلسفة المسرح اختصاص مسرح الطفل، وإجازة في الأدب العربي عام 1974م
 من جامعة حلب، عمل في مجال التدريس وكان محاضراً في المؤسسات الثقافية. صدرت له عدة مسرحيات والدراسات النقدية إضافة لمجموعة شعرية والعديد من الأعمال في مجال أدب الطفل

## اتحادات وهيئات
1. عضو اتحاد الكتاب العرب بدمشق  سوريا.[15]
2. عضو اتحاد كتاب وأدباء الإمارات.[16]
3. عضو الهيئة العليا لجوائز مسابقات أنجال الشيخ هزاع بن زايد آل نهيان لثقافة الطفل العربي – 1998 - 2009.
4. عضو هيئة تحرير مجلة دراسات الصادرة عن اتحاد كتاب وأدباء الإمارات.
5. عضو مؤسس لاتحاد كتاب وأدباء الإمارات فرع رأس الخيمة.
6. عضو الهيئة الاستشارية لمجلة نخيل (الفن والتراث سابقاً).
7. عضو الهيئة الإدارية في فرع اتحاد كتاب وأدباء الإمارات – برأس الخيمة حاليا[17] والمسؤول الثقافي – منذ التأسيس عام 2000 - 2020.[18]

### مجلات
1. أمين تحرير مجلة الملتقى الأدبي الصادرة عن مسرح رأس الخيمة الوطني في دولة الأمارات العربية المتحدة منذ بداية عام 1991 - 1993.
2. عضو هيئة التحرير لمجلة بلدية رأس الخيمة – دولة الأمارات العربية المتحدة.[19]
3. ساهم في تأسيس مجموعة من المجلات الثقافية منها مجلة الرافد، مجلة الفن والتراث الشعبي، مجلة الملتقى الأدبي، مجلة شؤون ثقافية.

### لجان ومسابقات ومهرجانات
ساهم بصفة عضو في العشرات من لجان تحكيم جوائز ومسابقات ثقافية من أبرزها:
1. مهرجان «الكويت المسرحي» التاسع 2007[20]
2. مهرجان «الكويت المسرحي» العاشر 2008
3. مسابقة «التأليف المدرسي» (مسارح الشارقة) 2011[21]
4. «مهرجان مسرح الشباب» (دبي) - الدورة الخامسة من (1 أكتوبر - 12 أكتوبر 2011)[22][23]
5. جائزة «دبي الثقافية» الدورة التاسعة 2015[24]
6. جائزة «الشارقة للإبداع العربي» - الدورة العاشرة لعام 2017[25]
7. جائزة «مسبار الأمل» 2021[26][27]

## الجوائز
1. جائزة منظمة فتح مع كتاب شكر عن العرض الأول لمسرحية مازال الرقص مستمراً عام 1984م.
2. جائزة نقابة المعلمين المسرحية (المركز الثقافي) العام 1985م.
3. جائزة مهرجان حمص الثقافي السادس لمسرحية القاضي الصغير عام 1986.
4. جائزة المركز الثاني من المهرجان الشبيبي المسرحي بحمص عن مسرحية أسلاك الجمر عام 1988م.
5. جائزة وزارة الإعلام والثقافة المسرحية في أبوظبي عام 1992.
6. جائزة الشيخة فاطمة بنت زايد آل نهيان لقصة الطفل العربي الأول 1997 (الأول).
7. جائزة أفضل كتاب تأليف محلي في البرنامج الثقافي المصاحب لمعرض الكتاب
8. في الشارقة 2004 (العرض والنص المسرحي في الإمارات)
9. جائزة أفضل كتاب تأليف محلي في البرنامج الثقافي المصاحب لمعرض الكتاب في الشارقة 2009 ( ملامح الدراما في التاث الشعبي الإماراتي)
10. كرم المترجم في مهرجان المسرح العربي العاشر في القاهرة بتاريخ (29 مارس 2012) م باعتباره من المسرحيين المؤثرين في الوطن العربي.

## مؤلفاته
صدرت له العديد من المؤلفات في شتى المجالات الأدبية والنقدية وكان من أبرزها ما يلي :

### دراسات
| الكتاب                                                                  | صادر عن                                                         | سنة الإصدار | ملاحظات      |
| ----------------------------------------------------------------------- | --------------------------------------------------------------- | ----------- | ------------ |
| حركة المسرح في حمص (دراسة وتأريخ)                                       | مطبعة الروضة                                                    | 1985        |              |
| معجم المسرحيات السورية ( المؤلفة والمعربة 1865 - 1989)                  | دار طلاس                                                        | 1993        |              |
| كيف نعبر كتاب في التعبير الوظيفي والإبداعي لجميع المراحل الدراسية       | دار الفضائل                                                     | 1997        | (كتاب مشترك) |
| ملامح الدراما في التراث الشعبي العربي                                   | دار الحياة                                                      | 1997        |              |
| نصوص المسرح المدرسي                                                     | دار البحار - بيروت                                              | 2000        |              |
| إشكالية التأصيل في المسرح العربي                                        | مركز الحضارة – القاهرة                                          | 2000        |              |
| الراهن والمستقبل في أدب الطفل العربي                                    | دار عمون – الأردن                                               | 2002        |              |
| محاور في المسرح العربي                                                  | وزارة الثقافة في دمشق المعهد العالي للفنون المسرحية             | 2002        |              |
| فضاءات الاسئلة – حوارات في الأدب والثقافة                               | دار سكندرون                                                     | 2002        |              |
| العرض والنص المسرحي في الإمارات (دراسات تطبيقية في النص والعرض المسرحي) | وزارة الإعلام – أبوظبي                                          | 2003        |              |
| كتاب أطياف الأدب في الإمارات                                            | دائرة الثقافة والإعلام في الشارقة                               | 2004        |              |
| أوراق في النقد                                                          | مركز الحضارة العربية - القاهرة                                  | 2004        |              |
| ( إيقاعات مسرحية ) دراسة في عوالم مسرحية                                | دار الإرشاد - حمص                                               | 2005        |              |
| ذاكرة الأيام                                                            | دائرة الثقافة والإعلام في الشارقة                               | 2005        | كتاب مشترك   |
| نصوص من المسرح المدرسي                                                  | دار المناهل – بيروت                                             | 2005        |              |
| الثقافة في فكر أبناء الإمارات                                           | مكتبة الحرمين                                                   | 2005        |              |
| مسرح الإرشارات والتحولات أطياف من المسرح العربي                         | دائرة الثقافة والإعلام الشارقة                                  | 2007        |              |
| أسئلة الخطاب المسرحي                                                    | مركز الحضارة – القاهرة                                          | 2007        |              |
| مقاربات مسرحية                                                          | دار الانتشار العالمي – القاهرة                                  | 2008        |              |
| الكتابة بحبر المسرح                                                     | دار الانتشار العالمي – القاهرة                                  | 2008        |              |
| جمعة الفيروز سنديانة لاتموت                                             | وزارة الثقافة وتنمية الشباب والمجتمع اتحاد كتاب وأدباء الإمارات | 2009        |              |
| ومضات في المسرح الإماراتي                                               | مركز الدراسات والوثائق – رأس الخيمة                             | 2010        |              |
| مشكلات الكتابة للأطفال                                                  | دائرة الثقافة والإعلام الشارقة                                  | 2010        |              |
| معجم مسرحيات الأطفال من البدايات وحتى عام 2007                          | اتحاد الكتاب العرب دمشق                                         | 2010        |              |
| محطات في المسرح العربي                                                  | دائرة الثقافة والإعلام – الشارقة                                | 2011        |              |
| مسرح الطفل                                                              | دائرة الثقافة والإعلام – الشارقة                                | 2013        |              |
| مسرح سلطان بن محمد القاسمي.. سؤال الواقع والحياة                        | اتحاد كتاب وأدباء الإمارات                                      | 2015        |              |

### مسرحيات
| الكتاب                                              | صادر عن                                   | سنة الإصدار | ملاحظات                                                |
| --------------------------------------------------- | ----------------------------------------- | ----------- | ------------------------------------------------------ |
| مازال الرقص مستمرا                                  | دار المعارف                               | 1987        | ( مسرحية مشتركة)                                       |
| الرجل الذي لم يفقد ظله – إلى من يهمه الأمر          | دار ملهم                                  | 1993        | (مونودراما)                                            |
| أسلاك الجمر                                         | دار الذاكرة                               | 1995        |                                                        |
| المحطة الأخيرة                                      | دار الذاكرة                               | 1995        |                                                        |
| زهرة عباد الشمس                                     | دار علا                                   | 1995        | (مونودراما)                                            |
| هجرات عبد الرحمن الكواكبي                           | دار علا                                   | 1995        | (مونودراما)                                            |
| الصوت المسافر                                       | دار المسار                                | 1996        |                                                        |
| نقيق الضفادع                                        | دار البحار – بيروت                        | 2000        |                                                        |
| الصوت المسافر                                       | دار البحار – بيروت                        | 2000        |                                                        |
| شهيق الحلم                                          | مركز الحضارة – القاهرة                    | 2000        |                                                        |
| المدينة الموبوءة                                    | دائرة الثقافة والإعلام في الشارقة         | 2003        | بمناسبة أيام الشارقة المسرحية (12 مارس - 22 مارس 2003) |
| الظل البديل                                         | اتحاد الكتاب العرب                        | 2005        |                                                        |
| الأعمال المسرحية الكاملة                            | دار ملهم – حمص                            | 2008        |                                                        |
| ملامح الدراما في التراث الشعبي الإماراتي            | مركز الدراسات والوثائق ببرأس الخيمة       | 2009        |                                                        |
| مدخل إلى قراءة القصيدة الحديثة                      | وزارة الثقافة واتحاد كتاب وأدباء الإمارات | 2009        |                                                        |
| القيم التربوية والأخلاقية في مسرح الطفل من البدايات | وزارة الداخلية – أبوظبي                   | 2007        |                                                        |

### أدب الطفل
| الكتاب                       | صادر عن                                                        | سنة الإصدار | ملاحظات             |
| ---------------------------- | -------------------------------------------------------------- | ----------- | ------------------- |
| قرية الأحلام – أسرار المغارة | دار الذاكرة                                                    | 1993        | (مسرحيتات)          |
| درب القمة                    | دار ملهم / مطبعة الجندول                                       | 1993        | (ديوان شعر)         |
| مدينة الزهور – أبو ليرة      | دار علا                                                        | 1995        | مسرحيتان            |
| الكنز - الحقيبة الملعونة     | دار التوحيدي                                                   | 1998        | مسرحيتان            |
| وسيم يصعد إلى الفضاء         | الهيئة العليا لجوائز أنجال الشيخ هزاع بن زايد آل نهيان         | 1999        | قصة                 |
| السماء التي أمطرت ذهباً       | جائزة الشيخة فاطمة بنت هزاع بن زايد آل نهيان لقصة الطفل العربي | 1998        | قصة                 |
| الوعد الجميل                 | صندوق الإمارات                                                 | 2000        | قصة                 |
| البائع الصغير                | دار المناهل – دمشق                                             | 2001        | قصة                 |
| سلسلة أمنيات                 | دار الإرشاد - حمص                                              | 2004        | مجموعة قصصية        |
| عودة ورد                     | اتحاد كتاب العرب                                               | 2007        | مسرحية              |
| البطة المسكينة               | اتحاد كتاب العرب                                               | 2007        | مجموعة قصصية        |
| البطل أرنوب                  | وزارة الداخلية – أبوظبي                                        | 2009        | قصة                 |
| سنبقى معكم                   | وزارة الداخلية – شرطة أبوظبي                                   | 2010        | قصة                 |
| الدجاجة المحظوظة             | دار زايد – العين                                               | 2010        | قصة                 |
| أنا أحب أمي                  | دار زايد – العين                                               | 2010        | قصة                 |
| أيتها الغالية                | دار زايد –العين                                                | 2010        | قصة                 |
| أصدقاء الغابة                | دار زايد –العين                                                | 2010        | قصة                 |
| معاً نمثل ونلعب –             | وزارة الثقافة والشباب وتنمية المجتمع                           | 2010        | عشر مسرحيات للأطفال |
| حكاية صندوق                  | مركز الدراسات والوثائق – رأس الخيمة                            | 2011        | مجموعة قصصية        |

### شعر
| الكتاب                     | صادر عن                       | سنة الإصدار | ملاحظات |
| -------------------------- | ----------------------------- | ----------- | ------- |
| أماه كيف تركت طفل الياسمين | دار الانتشار العالمي- القاهرة | 2008        |         |